# Templo de Curitiba
El Templo de Curitiba, Brasil, es uno de los templos construidos y operados por la Iglesia de Jesucristo de los Santos de los Últimos Días, el número 126 construido por la iglesia y el quinto de Brasil, ubicado en la ciudad de Curitiba que es la capital del estado de Paraná. Hay otros templos SUD brasileños en Campinas, Porto Alegre, Recife y São Paulo. El templo de Manaos, que fue anunciado en 2007, será el sexto templo en Brasil.

## Historia
La Iglesia de Jesucristo de los Santos de los Últimos Días tuvo sus inicios en Brasil en una pequeña comunidad alemana llamado Joinville, a unos 150 km de la ciudad de Curitiba. La historia de la Iglesia de Jesucristo de los Santos de los Últimos Días en la ciudad de Curitiba se remonta al 22 de abril de 1938. En la primera reunión celebrada ese día sólo había cuatro personas—todas de la misma familia—y algunos misioneros SUD. 
En 1939, el difunto James E. Faust, quien años más tarde pasaría a ser miembro de la Primera Presidencia de su iglesia, fue uno de los jóvenes misioneros en Curitiba. Debido a la fuerte influencia alemana en Paraná, una gran parte de la labor de proselitismo de la época se llevaba a cabo en ese idioma, así como en brasileño. La primera estaca mormona fuera de Sao Paulo fue establecida en Curitiba.

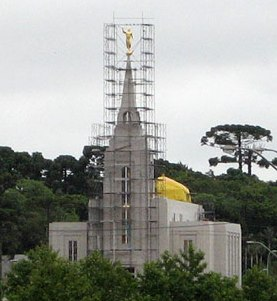
Templo de la ciudad de Curitiba, Brasil, en construcción, ubicado en la urbanización Massunguê.

En el presente aproximadamente 25.000 bautizados en la Iglesia SUD viven en el área metropolitana de Curitiba, unos 37.000 Santos de los Últimos Días en el estado de Paraná y más de un millón en todo el Brasil.

## Construcción
La construcción del templo en Curitiba fue anunciada públicamente el 23 de agosto de 2002 por el entonces presidente de la iglesia, Gordon B. Hinckley, mediante cartas enviadas a los líderes locales de la región que después fueron leídas en sus reuniones dominicales. La ceremonia de la primera palada tuvo lugar el 10 de marzo de 2005, presidida por Russell M. Nelson, uno de los miembros del cuerpo gobernante de la iglesia, el Quórum de los Doce Apóstoles.
La construcción del templo de Curitiba duró poco más de año y medio pese a  ciertos contratiempos, incluyendo el descubrimiento de un manantial durante la excavación y dos desprendimientos de tierra. 

## Dedicación
El templo SUD de Curitiba fue dedicado para sus actividades eclesiásticas en cuatro sesiones, el 1 de julio de 2008, por Thomas S. Monson. con anterioridad a ello, el 5 y del 7 al 12 de agosto de ese mismo año, la iglesia permitió un recorrido público de las instalaciones y del interior del templo al que asistieron más de 42.000 visitantes. Unos 1.200 miembros de la iglesia e invitados asistieron a la ceremonia de dedicación, que incluye una oración dedicatoria. Al día siguiente de la dedicación del templo de Curitiba, Monson se reunió con el vicepresidente de Brasil José Alencar.

## Características

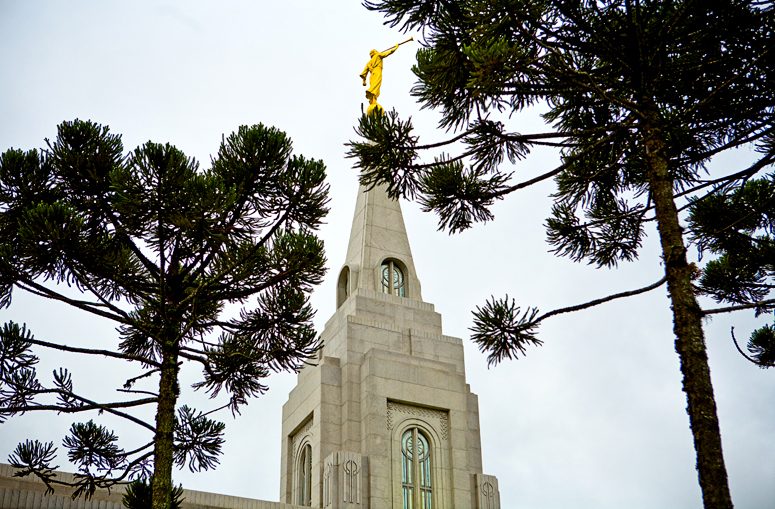
Pináculo del templo de Curitiba, Brasil con el ángel Moroni encima.

El diseño del templo de Curitiba es un diseño moderno con el clásico pináculo solitario. El acabado exterior es de granito blanco arcilloso reforzado con concreto armado. El granito es nativo del estado brasileño de Espírito Santo. El templo de Curitiba tiene un total de 2.590 metros cuadrados de construcción sobre un terreno de 3,4 hectáreas y cuenta con dos salones para las ordenanzas SUD y dos salones de sellamientos matrimoniales.
El templo de Curitiba es utilizado por más de 42.000 miembros repartidos en 21 estacas afiliadas a la iglesia en Curitiba y Santa Catarina.